# Pyrnus
Genre
Pyrnus est un genre d'araignées aranéomorphes de la famille des Trachycosmidae.

## Distribution
Les espèces de ce genre se rencontrent en Australie et en Nouvelle-Calédonie.

## Description
Les mâles mesurent de 6 à 10 mm et les femelles de 8 à 19 mm.

## Liste des espèces
Selon World Spider Catalog (version 23.0, 20/01/2022) :
- Pyrnus aoupinie Platnick, 2002
- Pyrnus baehri Platnick, 2002
- Pyrnus fulvus (L. Koch, 1875)
- Pyrnus insularis Platnick, 2002
- Pyrnus magnet Platnick, 2002
- Pyrnus numeus Platnick, 2002
- Pyrnus obscurus (Berland, 1924)
- Pyrnus pins Platnick, 2002
- Pyrnus planus (L. Koch, 1875)

## Systématique et taxinomie
Ce genre a été décrit par Simon en 1880 dans les Sparassidae. Il est placé dans les Drassidae par Simon en 1893, dans les Trochanteriidae par Platnick en 2002puis dans les Trachycosmidae par Azevedo, Bougie, Carboni, Hedin et Ramírez en 2022.

## Publication originale
- Simon, 1880 : « Révision de la famille des Sparassidae (Arachnides). » Actes de la Société Linnéenne de Bordeaux, vol. 34, p. 223-351 (texte intégral).